# Viktória Chladoňová
Viktória Chladonová (Soblahov, 15 november 2006) is een Slowaakse wielrenster en veldrijdster. Ze werd in 2022 en 2023 Slowaaks kampioene veldrijden.

## Veldrijden

### Resultatentabel
| Seizoen   | Klassementen | Klassementen | Klassementen | Klassementen | Kampioenschappen | Kampioenschappen | Kampioenschappen | UCI-Ranking | Podia    | Podia    | Podia    | Aantal crossen |
| Seizoen   | WB           | SP           | X2O          | ToiToi       | WK               | EK               | SK               | UCI-Ranking | Goud     | Zilver   | Brons    | Aantal crossen |
| Junioren  | Junioren     | Junioren     | Junioren     | Junioren     | Junioren         | Junioren         | Junioren         | Junioren    | Junioren | Junioren | Junioren | Junioren       |
| --------- | ------------ | ------------ | ------------ | ------------ | ---------------- | ---------------- | ---------------- | ----------- | -------- | -------- | -------- | -------------- |
| 2022-2023 | 17e          | NVT          | -            | NVT          | 9e               | 8e               | -                | NVT         | 0        | 1        | 0        | 3              |
| 2023-2024 | Brons        | NVT          | NVT          | NVT          | Brons            | Brons            | -                | NVT         | 2        | 3        | 1        | 6              |
| Elite     |              |              |              |              |                  |                  |                  |             |          |          |          |                |
| 2022-2023 | -            | -            | -            | 22e          | -                | -                | Goud             | 60e         | 2        | 0        | 0        | 8              |
| 2023-2024 |              |              |              | Brons        | -                | -                | Goud             |             | 5        | 4        | 1        | 11             |
| 2024-2025 |              |              |              |              |                  |                  | Goud             |             | 5        | 1        |          | 6              |

### Podiumplaatsen elite
| Legenda                       |
| ----------------------------- |
| Wereldkampioenschappen        |
| Continentale kampioenschappen |
| Nationale kampioenschappen    |
| Wereldbeker                   |
| Superprestige                 |
| Trofee                        |
| Overige veldritten            |

| Nr.           | Seizoen       | Datum            | Veldrit                                            | Cat.          | Wedstrijdserie                  |               |
| Overwinningen | Overwinningen | Overwinningen    | Overwinningen                                      | Overwinningen | Overwinningen                   | Overwinningen |
| ------------- | ------------- | ---------------- | -------------------------------------------------- | ------------- | ------------------------------- | ------------- |
| 1.            | 2022-2023     | 9 oktober 2022   | Grand Prix Podbrezova, Podbrezova (#1)             | C2            | Overige (#1)                    |               |
| 2.            | 2022-2023     | 4 december 2022  | Slowaaks kampioenschap, Ziar nad Hronom (#1)       | CN            | Slowaakse kampioenschappen (#1) |               |
| 3.            | 2023-2024     | 8 oktober 2023   | Grand Prix Selce, Selce                            | C2            | Overige (#2)                    |               |
| 4.            | 2023-2024     | 15 oktober 2023  | Grand Prix Podbrezova, Podbrezova (#2)             | C2            | Overige (#3)                    |               |
| 5.            | 2023-2024     | 28 oktober 2023  | Grand Prix Topolcianky, Topolcianky (#1)           | C2            | Overige (#4)                    |               |
| 6.            | 2023-2024     | 25 november 2023 | Slowaaks kampioenschap, Ziar nad Hronom (#2)       | CN            | Slowaakse kampioenschappen (#2) |               |
| 7.            | 2023-2024     | 26 november 2023 | Grand Prix Ziar Nad Hronom, Ziar nad Hronom (#3)   | C2            | Overige (#5)                    |               |
| 8.            | 2024-2025     | 20 oktober 2024  | Grand Prix Trnava, Trnava                          | C2            | Overige (#6)                    | [ 1 ]         |
| 9.            | 2024-2025     | 9 november 2024  | Grand Prix Topolcianky, Topolcianky (#2)           | C2            | Overige (#7)                    | [ 2 ]         |
| 10.           | 2024-2025     | 10 november 2024 | Grand Prix Topolcianky, Topolcianky (#3)           | C2            | Overige (#8)                    | [ 3 ]         |
| 11.           | 2024-2025     | 23 november 2024 | Slowaaks kampioenschap, Selce                      | CN            | Slowaakse kampioenschappen (#3) | [ 4 ]         |
| 12.           | 2024-2025     | 24 november 2024 | Grand Prix Podbrezova, Podbrezova (#3)             | C2            | Overige (#9)                    | [ 5 ]         |
| 2e plaatsen   |               |                  |                                                    |               |                                 |               |
| 1.            | 2023-2024     | 21 oktober 2023  | Toi Toi Cup Hole Vrchy, Hole Vrchy                 | C2            | TOI TOI Cup (#1)                |               |
| 2.            | 2023-2024     | 22 oktober 2023  | Grand Prix Trnava, Trnava                          | C2            | Overige (#1)                    |               |
| 3.            | 2023-2024     | 2 december 2023  | Toi Toi Cup Hlinsko, Hlinsko                       | C2            | TOI TOI Cup (#2)                |               |
| 4.            | 2023-2024     | 9 december 2023  | Toi Toi Cup Veseli nad Luznici, Veseli nad Luznici | C2            | TOI TOI Cup (#3)                |               |
| 5.            | 2024-2025     | 16 november 2024 | HSF System Cup Rymarov, Rýmařov                    | C2            | HSF System Cup (#4)             | [ 6 ]         |
| 3e plaatsen   |               |                  |                                                    |               |                                 |               |
| 1.            | 2023-2024     | 7 oktober 2023   | Toi Toi Cup Mlada Boleslav, Mlada Boleslav         | C2            | TOI TOI Cup (#1)                |               |

### Overwinningen jeugd
| Jaar      | Wereldbeker           | WK       | EK       | SK       | Overige  | Totaal aantal zeges |
| Junioren  | Junioren              | Junioren | Junioren | Junioren | Junioren | Junioren            |
| --------- | --------------------- | -------- | -------- | -------- | -------- | ------------------- |
| 2022-2023 |                       | 9e       | 8e       | NVT      |          | 0                   |
| 2023-2024 | GP Adrie van der Poel | ↑        | ↑        | NVT      | Samorin  | 2                   |

## Wegwielrennen

### Palmares
2024
Brilon Cup - Náměšť nad Oslavou
Kritérium Dudince
Bergklassement Ronde van Gévaudan Occitanie
2025
Jongerenklassement Ronde van Noorwegen
 Slowaaks kampioene tijdrijden, elite
 Slowaaks kampioene op de weg, elite

#### Resultaten in voornaamste wedstrijden
| Jaar | Ronde van Italië | Ronde van Frankrijk | Ronde van Spanje |
| ---- | ---------------- | ------------------- | ---------------- |
| 2025 | 16e              |                     | 36e              |

| Jaar | Milaan-San Remo | Amstel Gold Race |
| ---- | --------------- | ---------------- |
| 2025 | 40e             | 49e              |

## Ploegen
- 2025 –  Team Visma-Lease a Bike

Achtereekte · van Agt · von Berswordt · Bunel · Chladoňová · van Empel · Ferrand-Prévot · Fidanza · Geurts · Nooijen · Oudeman · Reijnhout · Riedmann · Veenhoven · Vigié · Vos · de Vries · Wolff